# Schradera surinamensis
Schradera surinamensis är en måreväxtart som beskrevs av Paul Carpenter Standley. Schradera surinamensis ingår i släktet Schradera och familjen måreväxter. Inga underarter finns listade i Catalogue of Life.